# ガマムード
ガマムード (Gamamudo) はギニアビサウ中部の町。バファタ州ガマムード区に位置し、ガマムード区の首府である。